# سماندار رضاييف
سماندار منسيم أوغلو رضاييف (بالأذرية: Səməndər Rzayev) - هو ممثل مسرحي وسينمائي أذربيجاني السوفيتي، تكريم الفنان في جمهورية أذربيجان الاشتراكية السوفيتية (1974)، حائز على جائزة الدولة لجمهورية أذربيجان الاشتراكية السوفيتية (1980).

## حياته ومشواره المهني
ولد سماندار منسيم أوغلو رضاييف في محافظة آقسو، في 2 يناير، عام 1945. في 1964 ألتحق بجامعة أذربيجان الحكومية للثقافة والفنون، فتخرج منها في 1968.
بدأ مهنته كممثل في مسرح الدراما الأكاديمي الحكومي أذربيجاني وعمل في المسرح على طول حياته الأخير. كان أساتذته عادل إسكانداروف، رضا تحماسيب ومهدي ممادوف.
دوره الأول كان حوراتسيو في أداء «هاملت» وليم شكسبير.
الأدوار الرئيسية لسماندار رضاييف في المسرح هي الحاج نظام، الأمير («خيام»، «الأمير» حسين جافيد)، بالاخان («أيدين» بقلم ج. جبارلي)، دانيل («فتاة غير سعيدة» شيرفانزاده)، ترلان («بدونك» قوربانوف).
كان يمثل سماندار رضاييف في 17 فيلما عموما، بينهم الأدوار «نسيمي»، «باباك»، «في النار».
كان تمنح سماندار رضاييف بتكريم الفنان في جمهورية أذربيجان الاشتراكية السوفيتية وهو حاصل على جائزة الدولة لجمهورية أذربيجان الاشتراكية السوفيتية.
توفي سماندار رضاييف في باكو في 27 مارس، لعام 1986، 41 عاما من عمره.

## روابط خارجية
- سماندار رضاييف على موقع IMDb (الإنجليزية)
- سماندار رضاييف على موقع كينوبويسك (الروسية)